# Чубрика
Чу́брика (болг. Чубрика) — село в Кирджалійській області Болгарії. Входить до складу общини Ардино.

## Населення
За даними перепису населення 2011 року у селі проживали 189 осіб.
Національний склад населення села:
| Національність   | Кількість осіб | Відсоток |
| ---------------- | -------------- | -------- |
| турки            | 173            | 97,2%    |
| болгари          | 3              | 1,7%     |
| цигани           | 0              | 0%       |
| Всього відповіли | 178            |          |

Розподіл населення за віком у 2011 році:
Динаміка населення: